# Kurt Pitzler
Kurt Pitzler (* 10. Juli 1930 in Langenwetzendorf, Thüringen; † 5. Juni 2020 in München) war ein deutscher Chirurg.

## Leben
Pitzler studierte an der Friedrich-Schiller-Universität Jena Medizin. 1954 wurde er zum Dr. med. promoviert. Nach zwei Jahren in der Inneren Medizin durchlief er von 1956 bis 1960 in Jena die chirurgische Ausbildung. 1965 habilitierte er sich bei Heinrich Kuntzen. Nachdem er ab 1963 Oberarzt gewesen war, kam er 1971 in Jena auf den 2. Lehrstuhl für Chirurgie. 1976 war er einige Monate Ordinarius an der Ernst-Moritz-Arndt-Universität Greifswald. 1982 übersiedelte er über das Notaufnahmelager Gießen in die Bundesrepublik. Er kam in einer Münchner Klinik unter. 1983/84 war er Chefarzt in Neunkirchen (Saar). 1985 wechselte er an das St.-Johannes-Hospital in Neheim. Zum 31. Dezember 1996 trat er in den Ruhestand. Er starb kurz vor seinem 90. Geburtstag.

## Werke
- Zwangswechsel eines Jägers. Neumann-Neudamm, Melsungen 2011. ISBN 978-3-7888-1384-0 (Autobiographie).